# Kąty Wrocławskie
Kąty Wrocławskie est une ville de Pologne, située dans l'ouest du pays, dans la voïvodie de Basse-Silésie. Elle est le chef-lieu de la gmina de Kąty Wrocławskie, dans le powiat de Wrocław.

## Histoire
De 1816 à 1945, Kanth fait partie de l'arrondissement de Neumarkt jusqu'en 1932 puis de l'arrondissement de Breslau dans le district de Breslau dans la province de Silésie.